# Rośliny darniowe

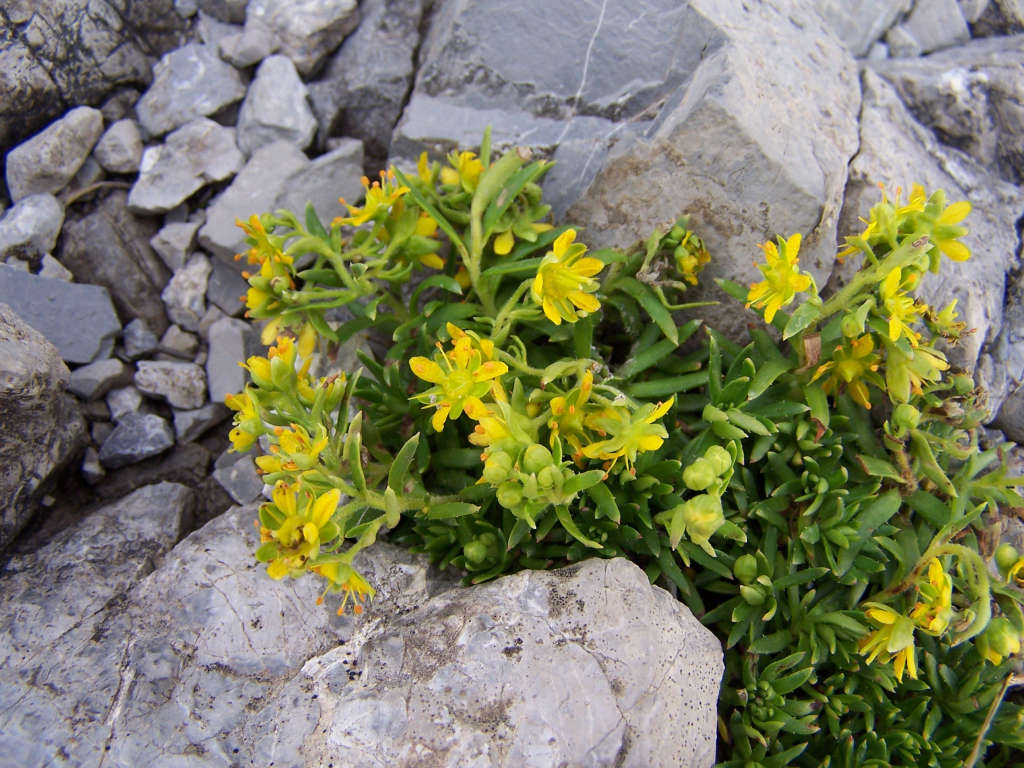
Skalnica nakrapiana – przedstawiciel roślin darniowych

Rośliny darniowe – rośliny, których nadziemne pędy tworzą przy ziemi gęstą darń. Swoim ogólnym wyglądem zbliżone są do roślin poduszkowych, jednakże różnią się od nich luźniejszym wzrostem, a ponadto ich łodyżki mogą się zakorzeniać, tak, że darń może się rozpadać na oddzielne kępy. Rośliny darniowe, podobnie, jak i poduszkowe choć występują w różnych środowiskach, są charakterystyczne głównie dla terenów wysokogórskich, arktycznych i pustynnych, a więc dla terenów o surowych warunkach życia. Tworzenie darni daje roślinie wymierne korzyści. Obumarłe, gęsto zbite  liście, wraz z gromadzącą się między nimi próchnicą i pyłem ochraniają żywe pędy i gromadzą wodę, ułatwiając przetrwanie silnych mrozów, suszy, silnego nasłonecznienia. Zwarta powierzchnia zewnętrzna w znacznym stopniu chroni roślinę przed silnymi i wysuszającymi wiatrami. Przylegając do ziemi roślina darniowa wykorzystuje ciepło ziemi, darń tworzy warstwę izolującą ograniczając utratę ciepła. W Tatrach do roślin darniowych należą m.in.: goździk wczesny, skalnica nakrapiana, rogownica Raciborskiego  i wiele innych.